# Leszek Żukowski
Leszek Stanisław Żukowski, ps. „Antek” (ur. 11 lutego 1929 w Kutnie) – polski inżynier, nauczyciel akademicki, specjalista w zakresie technologii drewna, profesor nauk technicznych. Żołnierz Szarych Szeregów i Armii Krajowej, uczestnik powstania warszawskiego oraz więzień obozów koncentracyjnych. Major WP w stanie spoczynku, w latach 2013–2020 prezes Zarządu Głównego Światowego Związku Żołnierzy Armii Krajowej.

## Życiorys
Syn Wacława i Marii. Jego matka była nauczycielką, a ojciec kierownikiem młyna Państwowych Zakładów Zbożowych.
Do 1939 ukończył pięć oddziałów Szkoły Powszechnej nr 2 w Kutnie. W 1940 jego rodzina została wysiedlona z rodzinnego miasta i przeniosła się do Warszawy. Leszek Żukowski kontynuował tam naukę w ramach tajnych kompletów. Od sierpnia 1942 działał pod pseudonimem „Antek” w Szarych Szeregach. Brał udział w powstaniu warszawskim. Walczył m.in. w rejonie Ogrodu Krasińskich, Arsenału Królewskiego i Pasażu Simonsa. Był strzelcem oraz łącznikiem. Należał do batalionów „Chrobry I” i „Łukasiński”. Stolicę opuścił we wrześniu wraz z ludnością cywilną. Został następnie osadzony w obozie koncentracyjnym Flossenbürg. Pracował w fabryce samolotów Messerschmitt, a potem w kamieniołomach. W kwietniu 1945 został ewakuowany przed frontem w ramach marszu śmierci do obozu koncentracyjnego w Dachau. Miesiąc później, po wyzwoleniu przez wojska amerykańskie, został przewieziony do ośrodka we Freimann na rekonwalescencję. Od września 1945 kontynuował naukę w Szkole Polskiej w Wildflecken, a od czerwca 1946 w Polskiej Wyższej Szkole Technicznej w Esslingen koło Stuttgartu. Do Polski powrócił w czerwcu 1947.
W 1952 ukończył studia na Wydziale Technologii Drewna Szkoły Głównej Gospodarstwa Wiejskiego w Warszawie. Następnie został asystentem w Instytucie Badawczym Leśnictwa w Warszawie. W latach 1957–1970 pracował w Laboratorium Branżowym Płyt Pilśniowych w Czarnej Wodzie, przekształconym w Ośrodek Badawczo-Rozwojowy Przemysłu Płyt Drewnopochodnych, zajmował tam stanowisko zastępcy kierownika. W latach 1970–1979 był zatrudniony w Zjednoczeniu Przemysłu Budowy Maszyn Ciężkich w Warszawie jako kierownik działu studiów. Później został dyrektorem technicznym polsko-kubańskiego biura projektów w Hawanie.
Uzyskiwał kolejne stopnie naukowe (doktora i doktora habilitowanego). W 1986 otrzymał tytuł naukowy profesora. Pracował m.in. w Instytucie Badawczym Leśnictwa i przedsiębiorstwach przemysłowych. Od 1979 do czasu przejścia na emeryturę w 1995 był nauczycielem akademickim w SGGW. Kierował na tej uczelni Katedrą Organizacji, Ekonomiki i Projektowania Zakładów Przemysłu Drzewnego, był też dziekanem Wydziału Technologii Drewna. W pracy naukowej specjalizował się w zagadnieniach z zakresu projektowania, organizacji i ekonomiki zakładów przemysłu drzewnego, technologii tworzyw drzewnych.
Był przewodniczącym rady naukowej Centralnego Ośrodka Badawczo-Rozwojowego Przemysłu Stolarki Budowlanej „Stolbud”, członkiem Centralnej Komisji do Spraw Stopni i Tytułów oraz członkiem prezydium Stowarzyszenia Inżynierów i Techników Leśnictwa i Drzewnictwa.
Od czasu przejścia na emeryturę zaangażowany w działalność organizacji społecznych. Działacz m.in. w Fundacji Polsko-Niemieckie Pojednanie i Fundacji Polskiego Państwa Podziemnego. W 2013 został prezesem Zarządu Głównego Światowego Związku Żołnierzy Armii Krajowej, zrezygnował z tej funkcji w 2020.

## Odznaczenia
- Krzyż Komandorski Orderu Odrodzenia Polski (2013)[1][6]
- Krzyż Oficerski Orderu Odrodzenia Polski (2005)[7]
- Krzyż Kawalerski Orderu Odrodzenia Polski (1991)
- Warszawski Krzyż Powstańczy (1982)
- Krzyż Partyzancki (1983)
- Krzyż Armii Krajowej (1986)
- Krzyż Oświęcimski (1988)
- Odznaka „Zasłużony dla Leśnictwa i Przemysłu Drzewnego” (1983)
- Medal Komisji Edukacji Narodowej (1989)
- Medal „Pro Memoria” (2005)
- Medal „Pro Patria” (2012)
- Medal „Pro Bono Poloniae” (2018)[8][9]
- Medal 100-lecia ustanowienia Sztabu Generalnego Wojska Polskiego (2018)[10]
- Złota Odznaka Honorowa „Za Zasługi dla SGGW” (1995)
- Srebrny Krzyż „Za Zasługi dla ZHP” (1995)
- Medal „Milito Pro Christo” (2017)[11]
- Krzyż Kawalerski Orderu Zasługi Republiki Federalnej Niemiec (2015)[12]

## Publikacje książkowe
- Projektowanie zakładów przemysłu drzewnego. Warszawa: 1985. ISBN 978-83-00-01949-6. Brak numerów stron w książce
- Wspomnienia młodocianego więźnia obozu koncentracyjnego. W: Relacje i wspomnienia obywateli polskich z pracy niewolniczej i przymusowej na rzecz III Rzeszy 1939–1945. Warszawa: 2005. ISBN 83-87049-21-2. Brak numerów stron w książce
- Flossenbürg: przewodnik (i nie tylko). Warszawa: 2014. ISBN 978-83-62855-24-7. Brak numerów stron w książce